# Stazione di Kienberg
La stazione di Kienberg era una stazione ferroviaria tedesca, posta sulla Nauen-Oranienburg. Serviva il centro abitato di Kienberg, oggi frazione della città di Nauen.